# Sarcotoxicum salicifolium
Sarcotoxicum salicifolium, llamado popularmente sacha sandía, maanin, o coca de cabra, es la única especie del género monotípico Sarcotoxicum, en la familia Capparaceae. Es originaria de Argentina, Bolivia y Paraguay.

## Descripción
Es un arbusto que puede alcanzar hasta 5 m de altura. Las ramas jóvenes muestran una densa vellosidad. Las hojas son linear lanceoladas con bordes enteros. La inflorescencia es terminal y axilar con 3 a 8 flores de color amarillo.
 El fruto verde amarillento, es también velloso, con forma globosa.

## Hábitat
Es parte del estrato arbóreo bajo y arbustivo del bosque. Abunda en ambientes degradados. Prefiere sitios secos, soleados, salobres como los peladares.

## Taxonomía
Capparis salicifolia fue descrito por  August Heinrich Rudolf Grisebach  y publicado en Abhandlungen der Königlichen Gesellschaft der Wissenschaften zu Göttingen 24: 17. 1879.
Sarcotoxicum salicifolium (Griseb.) fue publicado por Cornejo & Iltis en Harvard Papers in Botany en 2008.
Etimología
salicifolium: epíteto latino que significa "con las hojas parecidas al sauce".
Sinónimos
- Colicodendron salicifolium (Griseb.) Hutch.
- Capparis salicifolia (Griseb.)[7]